# 小行星1618
小行星1618（1618 Dawn）是一颗绕太阳运转的小行星，为主小行星带小行星。该小行星于1948年7月5日发现。
該小行星以發現者歐內斯特·倫納德·詹森的孫女道恩（Dawn）命名。

## 轨道参数
小行星1618的轨道半长轴为2.8676676 UA，离心率为0.028。